# 石天麟
石 天麟（せき てんりん、1218年 - 1309年）は、モンゴル帝国に仕えた漢人の一人。字は天瑞。順州温陽県の出身。

## 概要
石天麟は14歳にして第2代皇帝オゴデイに謁見し、ケシク（宿衛）に入った。石天麟は学問を好んだだけでなく、諸外国語を学んだため、オゴデイの命を受けて耶律楚材の補佐を命じられた。更にその働きぶりを認められ、マングタイ（蒙古台）というモンゴル名を与えられ、西方遠征時にはジャルグチ（断事官）に任じられている。
第4代皇帝モンケの治世の1256年、オゴデイ家のカイドゥの下に派遣された石天麟はカイドゥによって拘留されてしまった。モンケは即位時に敵対派閥であったオゴデイ家の王族・功臣を多く処刑しており、カイドゥはモンケに敵愾心を抱いていたためとみられる。モンケが1260年に急死し弟のクビライが即位して以後も石天麟は拘禁され続け、カイドゥが中央アジアに独自の勢力圏を築き始めたことによってカイドゥとクビライの関係は更に悪化していった。1276年にはカイドゥ討伐のために派遣されたクビライの四男の北平王ノムガンが反乱によって捕らえられ（シリギの乱）、この叛乱を経てカイドゥの中央アジア支配はより揺るぎないものになっていった。
『元史』石天麟伝によると、この時に石天麟が理を尽くしてカイドゥを説得したためノムガンと石天麟の両名は解放されてクビライの下に戻ったとされるが、この逸話はいささか疑わしい。そもそも、より信頼のおけるペルシア語史料『集史』は捕虜となったノムガンはジョチ・ウルスの下に送られて軟禁され、トダ・モンケの即位（1280年）に伴う外交方針の転換によってノムガンはクビライの下に送り返されたと明記する。『集史』の記述に基づけばノムガンの解放に石天麟が関与した可能性は低く、多くの研究者も石天麟の説得のみによってノムガンが解放されたとはみなさない。一方、村岡倫は「ノムガンは1281年（至元18年）にジョチ・ウルスより帰還した後、1284年（至元21年）に再びカイドゥによって捕虜にされたがこの時は短期間で解放された」とする新説を提唱しており、村岡倫は石天麟がノムガンと共に帰還したのはノムガンが2度目の捕虜になった時のことではないかとする。
いずれにせよ、28年にわたって拘留された石天麟の帰還をクビライは大いに喜び、厚く賞賜すると同時に中書左丞に抜擢しようとしたが、石天麟は長年の拘留によって年を取り政治の大権を任せられる力はないと辞退したという。その後、ノムガンとともに拘留されていたアントンがカイドゥより官爵を受けていたと讒言する者がいたが、石天麟が「カイドゥもまたモンゴルの宗室であり、状況として安童も拒絶できなかったのです」と擁護したため、クビライは怒りを収めたという。
またある時、征服された江南の道観で旧南宋皇帝の遺像を所蔵していることが問題になり、道士らを極刑すべしとの声があがった。しかしこの件について意見を求められた石天麟は、西京（大同府）で今も遼の国主や皇后の銅像が立てられているが問題とされたことはないと述べて極刑をやめさせた。この頃には既に70歳を越えていたため、クビライより直々に金龍頭の杖を下賜されている。
クビライが亡くなりオルジェイトゥ・カアン（成宗テムル）が即位すると、石天麟は栄禄大夫・司徒の地位を授けられた。また、玉徳殿での宴に招かれた時には周囲の勧めもあって痛飲し、オルジェイトゥ・カアンの命によって家に送り届けられたという。オルジェイトゥ・カアンが亡くなりクルク・カアン（武宗カイシャン）が即位した時にも健在で、平章政事の地位を授けられたが、1309年（至大2年）8月に92歳にして亡くなった。息子には栄禄大夫・南台御史中丞となった石珪と、刑部尚書・荊湖北道宣慰使となった石カイドゥらがいた。